# Институт Пауля Шеррера
Paul Scherrer Institut (PSI) — крупный междисциплинарный научно-исследовательский институт в Швейцарии, носит имя швейцарского физика Пауля Шеррера. Расположен в кантоне Аргау, на территориях коммун Филлиген и Вюренлинген, на берегах реки Аре, занимает площадь около 35 гектар. Организационно входит в домен швейцарских федеральных технологических институтов (ETH-Bereich). Число сотрудников составляет 2100 человек. 37% исследований посвящены материаловедению, 24% — наукам о жизни, 19% — энергетике, 11% — ядерной энергии и безопасности, 9% — физике элементарных частиц.
В PSI функционирует комплекс научно-исследовательских установок, на которых проводят эксперименты исследователи многих национальных и иностранных организаций. Так, в 2017 году свыше 2500 учёных из 60 организаций приезжали в PSI для проведения своих исследований.

## История
Институт образован в 1988 слиянием EIR (Eidgenössisches Institut für Reaktorforschung, Федеральным институтом исследования реакторов, основан в 1960) и SIN (Schweizerisches Institut für Nuklearphysik, Швейцарский институт ядерных исследований, основан в 1968). Институты находились на противоположных берегах реки Аре, один сосредоточен на вопросах ядерной энергии, второй — на ядерной физике и физике частиц.
С 1984 года вошедший в PSI институт SIN управляет центром протонной терапии, к 2020 году свыше 9000 пациентов с онкологическими заболеваниями получили облучение пучком протонов.
| 1988–1990       | Jean-Pierre Blaser         |
| 1990–1991       | Anton Menth                |
| 1991–1992       | Wilfred Hirt (Interim)     |
| 1992–2002       | Meinrad Eberle             |
| 2002–2007       | Ralph Eichler              |
| 2007–2008       | Martin Jermann (Interim)   |
| 2008–2018       | Joël Mesot                 |
| 2019–2020       | Thierry Strässle (Interim) |
| с 1 апреля 2020 | Christian Rüegg            |

## Ускорители и крупные исследовательские установки

### Протонный ускорительный комплекс
Крупнейшая установка института, на базе которой строятся эксперименты с нейтронами и мюонами — это ускорительный комплекс, ускоряющий интенсивный пучок протонов до энергии 590 МэВ. Комплекс функционирует с 1984 года.

#### Источник и ускоритель Кокрофта-Уолтона
Пучок протонов производится в ионном источнике, использующем циклотронный резонанс для ионизации (ECRIS). Протоны вытягиваются напряжением 60 кВ, и затем ускоряются до 870 кэВ в электростатическом ускорителе Кокрофта-Уолтона, который служит форинжектором для следующей ступени комплекса.

#### Инжектор
С 1984 года второй ступенью служит Инжектор-2, представляющий собой 72 МэВ секторный изохронный циклотрон. Магнит состоит из 4 секторов общим весом 760 тонн, в промежутках расположены 4 ускоряющих резонатора с частотой 50 МГц.

#### 590 МэВ циклотрон
Сердцем комплекса является 590 МэВ секторный изохронный циклотрон, состоящий из 8 спиральных магнитов с инжекцией на радиусе 2.1 м, и выпуске с радиуса 4.5 м. 4 основных ускоряющих резонатора работают на частоте 50 МГц, и ускоряют пучок до максимальной энергии за 186 оборотов (со старыми алюминиевыми резонаторами частицы ускорялись за 217 оборотов). В 1979 году добавлен резонатор 150 МГц, растягивающий сгусток, что повышает его предельную интенсивность. Заложенный при проектировании выпущенный ток 100 мкА был многократно превышен в результате ряда апгрейдов. Выпущенный из циклотрона протонный пучок достигает тока 2.4 мА, и несёт рекордную мощность 1.4 МВт.

### Swiss Muon Source (SμS)
Выведенный пучок протонов сбрасывается на углеродную мишень, производя поток пионов, которые на лету распадаются на мюоны. На пучке мюонов проводится ряд экспериментов (FLAME, DOLLY, GPD, GPS, HAL-9500, LEM).

### Swiss Spallation Neutron Source (SINQ)
С 1996 года протонный пучок используется для производства нейтронов, с потоком до 1014n см−2с−1. С 2006 года протонный пучок сбрасывается на мишень MEGAPIE (MEGAwatt PIlot-Experiment) с жидкой свинцово-висмутовой эвтектикой (ранее использовалась твёрдая мишень), где в результате реакции скалывания производятся нейтроны. На нейтронном источнике работает 15 пользовательских станций.

### Ultracold Neutron Source (UCN)
С 2011 года работает источник ультрахолодных нейтронов UCN. Источник работает в импульсном режиме и использует модератор из замороженного дейтерия при температуре 5 К.

### Циклотрон COMET
Начиная с 2007 года для протонной терапии используется первый в мире специализированный сверхпроводящий циклотрон COMET на энергию 250 МэВ, с выводом пучка в 4 комнаты, из них три оборудованы гантри. Ранее для тематики протонной терапии использовался пучок основного исследовательского 590 МэВ циклотрона в режиме деления времени с другими экспериментами.

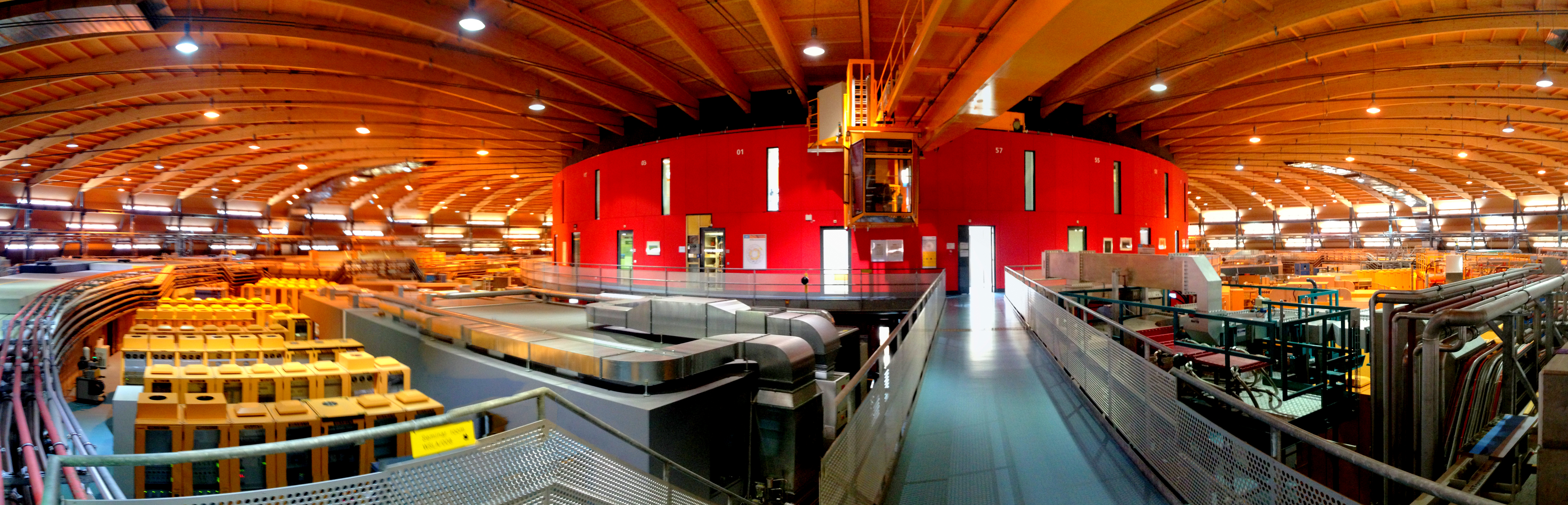
Панорама в зале синхротрона SLS.

### Swiss Light Source
Электронный синхротрон на энергию 2.4 ГэВ, специализированный источник синхротронного излучения захватил первый пучок в конце 2000 года, с 2001 года работает на пользователей. 

### SwissFEL
Рентгеновский лазер на свободных электронах SwissFEL представляет собой линейный ускоритель электронов длиной 780 м на энергию 5.8 ГэВ. Пучок с энергией 2.1 ГэВ ответвляется в ЛСЭ мягким рентгеновским излучением Athos, жёсткий рентген излучается в ондуляторе ЛСЭ Aramis пучком на полной энергии. Частота повторения 100 Гц.